# Haßloch (Rüsselsheim am Main)

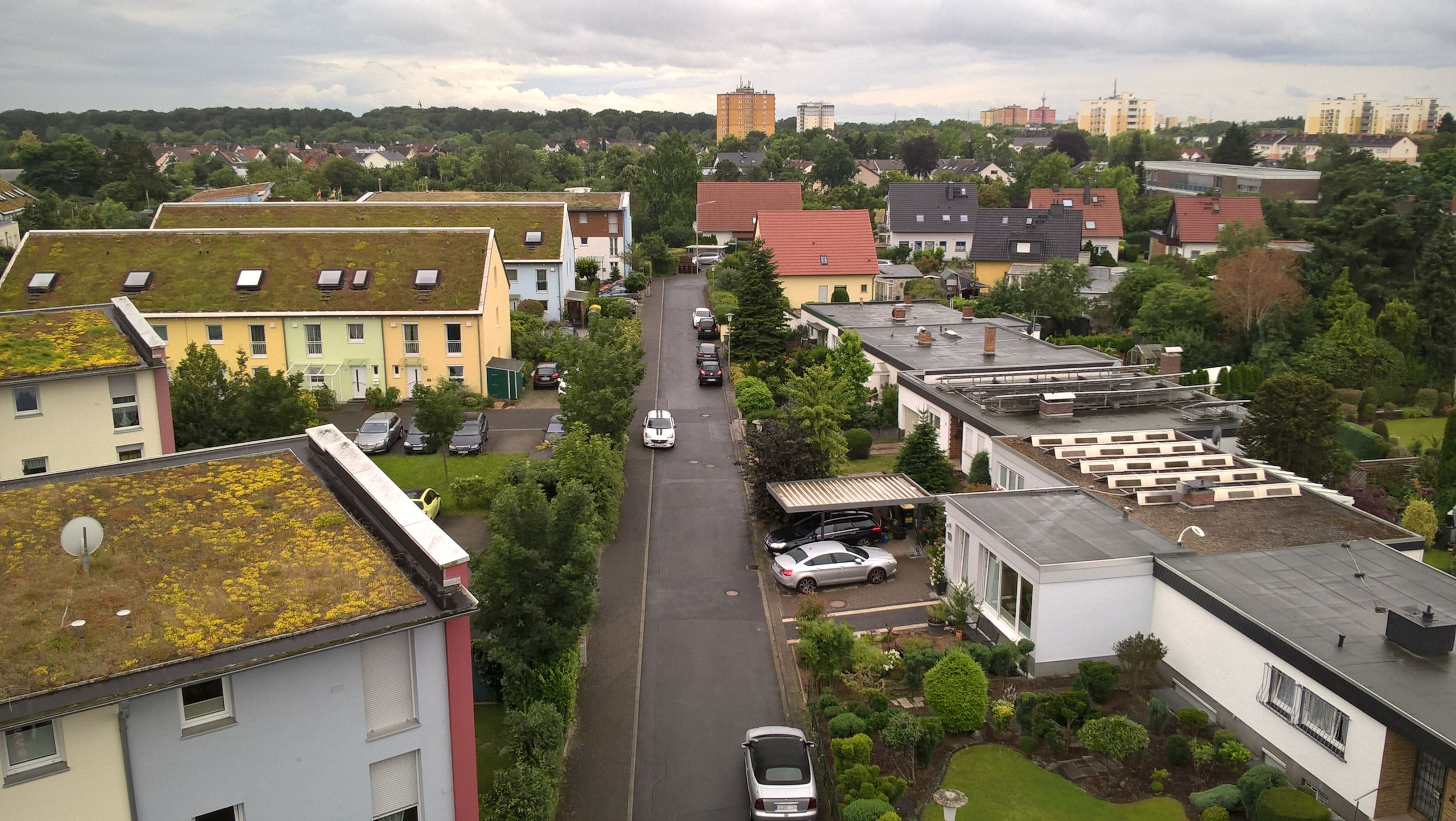
Stadtteil Haßloch, Max-Beckmann-Weg

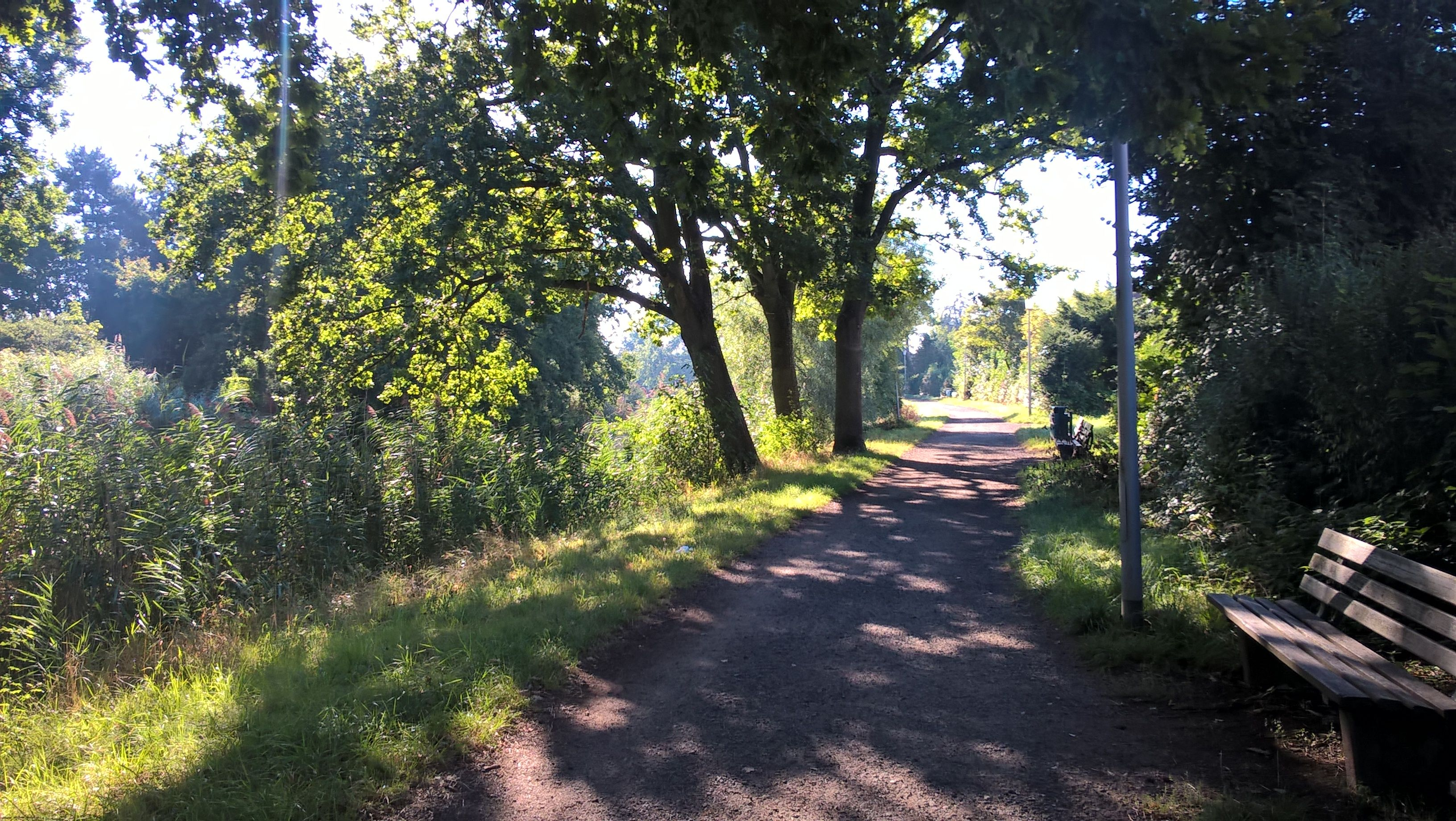
Spazier- und Radweg an der Horlache (nördliche Grenze des Stadtteils Haßloch)

Haßloch ist ein Stadtteil von Rüsselsheim am Main östlich des Stadtzentrums im südhessischen Kreis Groß-Gerau.

## Geographische Lage
Der Stadtteil Haßloch liegt östlich der Kernstadt Rüsselsheim und ist als einziger mit dieser baulich so gut wie zusammengewachsen, räumlich getrennt einzig durch den Ostpark. Die beiden alten Siedlungskerne sind knapp 3400 Meter voneinander entfernt. Die Gemarkungsfläche von 3,81 Quadratkilometer ist seit den 1950er Jahren in großem Stil bebaut worden. Drei neue Stadtbezirke sind entstanden: Haßloch Nord, Dicker Busch I und Dicker Busch II.
Im Norden folgt die Gemarkungsgrenze gegen Rüsselsheim dem Horlachgraben, jenseits dessen der Rüsselsheimer Stadtbezirk Horlache sowie das Waldschwimmbad liegen. Während die Horlache sich mit ihren Wasser- und Grünflächen wie eine Schleife von Norden, Osten und Süden um die bebaute Ortslage und die neuen Stadtbezirke legt, reicht die Gemarkungsgrenze im Osten und Süden gegen die Gemarkung Rüsselsheimer Wald und den Stadtteil Königstädten entlang des Grenzwegs noch etwas weiter über die Horlache hinaus und schließt mit einigen Waldparzellen auch die Anschlussstelle Rüsselsheim Ost der Bundesautobahn 67 samt Autobahnmeisterei sowie die Verteilanlage Druckerhöhung Haßloch der Fernwasserversorgung aus dem Hessischen Ried mit ein. Im Südwesten reicht die Gemarkung bis zur Adam-Opel-Straße und der Anschlussstelle Königstädten der Bundesautobahn 60. Damit liegen auch die ursprünglich nach dem im Amt verstorbenen Bürgermeister Walter Köbel benannte Großsporthalle und die Immanuel-Kant-Schule am Evreuxring in Haßloch. Im Weiteren geht die Gemarkungsgrenze im Westen und Nordwesten der Länge nach durch den Ostpark und trennt Haßloch von den Rüsselsheimer Stadtbezirken Kolonie Rübgrund und Eichgrund.

## Geschichte

### Ortsgeschichte
Haßloch wird ab Mitte des 12. Jahrhunderts urkundlich erwähnt. 1155 erwarb der Abt des Mainzer Stiftes Sankt Alban einen abseits des Dorfes gelegenen Hof und ließ ihn bewirtschaften. Das Dorf, in dem der Hof lag, wurde bald aufgegeben. 1330 erwarben die Herren von Falkenstein im Tausch gegen den Zehnten zu Ober-Eschbach und Dorf-Güll den Besitz. Von ihnen wurde in unmittelbarer Nähe des Klosterhofes eine Wasserburg eingerichtet. Diese Wasserburg entwickelte sich zum Schaden vorbeiziehender Kaufleute zu einem Raubritternest, das vor allem kurmainzerische Interessen verletzte.
Im Verlauf einer Fehde mit Kuno II. von Falkenstein wurde 1356 die Burg Haßloch von dem Mainzer Erzbischof Gerlach von Nassau besetzt; der Erzbischof erhielt 1356 von Kaiser Karl IV. das Recht zu einer Stadtgründung. Zu dieser kam es zwar nie, aber die Erzbischöfe blieben die unangefochtenen Besitzer des Orts. Im Jahr 1805 wurden die Überreste der Burg von der Gemeinde erworben.
Das kurmainzische Dorf Haßloch war lange Zeit in die Kirche von Seilfurt und nach der Zerstörung dieses Ortes durch eine Brandkatastrophe im Jahr 1476 in die von Rüsselsheim eingepfarrt. Während der Reformation wurde Haßloch vorübergehend evangelisch, um 1617 jedoch rekatholisiert und der Kirche in Flörsheim am Main unterstellt zu werden. 1828 wurde die im Jahre 1686 erbaute Kapelle zu einer Pfarrkirche erhoben, die lange Zeit auch die katholische Minderheit Rüsselsheims bis zur Errichtung der dortigen Pfarrkirche St. Georg geistlich betreute.
Die Statistisch-topographisch-historische Beschreibung des Großherzogthums Hessen berichtet 1829 über Haßloch:

„Haßloch (L. Bez. Dornberg) kath. Pfarrdorf; liegt 1 3⁄4 St. von Dornberg, und hat 28 Häuser und 229 Einw., die bis auf 11 Luth. katholisch sind. In der Nähe liegt eine kleine Anhöhe, die weit in die Ebene zieht und eine römische Schanze gewesen seyn soll. – Haßloch war früher ein Hof und ursprünglich dem Albanskloster bei Mainz gehörig. Durch dieses Stift kam der Hof 1168 an das Kloster Eberbach, welches denselben gegen andere Güter, 1331, an die Herrn von Falkenstein vertauschte. Von den Falkensteinern kam Haßloch wieder an Mainz und zuletzt 1802 an Hessen. Der Hof wurde schon früher unter 12 Bauern vertheilt und dadurch zu einem Dorfe erweitert. Das Schloß, welches die Herrn von Falkenstein erbaut, kam mit Haßloch an Mainz und dann an Hessen. Die Gemeinde hat 1805 die Ueberreste des Schlosses gekauft. Der Ort war ein Filial von Flörsheim und wurde 1828 zur eignen Pfarrei erhoben.“

Das räumliche Zusammenwachsen mit der benachbarten Stadt und die wirtschaftliche Orientierung nach Rüsselsheim führte dazu, dass das zu dieser Zeit etwas über 700 Einwohner zählende Dorf im Jahr 1951 eingemeindet wurde.

### Verwaltungsgeschichte im Überblick
Die folgende Liste zeigt die Staaten und Verwaltungseinheiten, denen Haßloch angehört(e):
- vor 1803: Heiliges Römisches Reich, Kurfürstentum Mainz, Unteres Erzstift, Amtsvogtei Kastel
- ab 1803: Heiliges Römisches Reich, Landgrafschaft Hessen-Darmstadt,[Anm. 3] Fürstentum Starkenburg, Amt Rüsselsheim
- ab 1806: Großherzogtum Hessen,[Anm. 4] Fürstentum Starkenburg, Amt Rüsselsheim[9]
- ab 1815: Großherzogtum Hessen, Provinz Starkenburg, Amt Rüsselsheim
- ab 1821: Großherzogtum Hessen, Provinz Starkenburg, Landratsbezirk Dornberg[Anm. 5]
- ab 1832: Großherzogtum Hessen, Provinz Starkenburg, Kreis Groß-Gerau
- ab 1848: Großherzogtum Hessen, Regierungsbezirk Darmstadt
- ab 1852: Großherzogtum Hessen, Provinz Starkenburg, Kreis Groß-Gerau
- ab 1871: Deutsches Reich, Großherzogtum Hessen, Provinz Starkenburg, Kreis Groß-Gerau
- ab 1918: Deutsches Reich (Weimarer Republik), Volksstaat Hessen, Provinz Starkenburg, Kreis Groß-Gerau
- ab 1938: Deutsches Reich, Volksstaat Hessen, Landkreis Groß-Gerau[10][Anm. 6]
- ab 1945: Amerikanische Besatzungszone,[Anm. 7] Groß-Hessen, Regierungsbezirk Darmstadt, Landkreis Groß-Gerau
- ab 1946: Amerikanische Besatzungszone, Land Hessen, Regierungsbezirk Darmstadt, Landkreis Groß-Gerau
- ab 1949: Bundesrepublik Deutschland, Land Hessen, Regierungsbezirk Darmstadt, Landkreis Groß-Gerau
- ab 1951: Bundesrepublik Deutschland, Land Hessen, Regierungsbezirk Darmstadt, Landkreis Groß-Gerau, Stadt Rüsselsheim[Anm. 8]

### Einwohnerentwicklung
| • 1806: | 141 Einwohner, 23 Häuser |
| • 1829: | 229 Einwohner, 28 Häuser |
| • 1867: | 227 Einwohner, 36 Häuser |

| Hassloch: Einwohnerzahlen von 1806 bis 2017 | Hassloch: Einwohnerzahlen von 1806 bis 2017 | Hassloch: Einwohnerzahlen von 1806 bis 2017 | Hassloch: Einwohnerzahlen von 1806 bis 2017 | Hassloch: Einwohnerzahlen von 1806 bis 2017 |
| --- | ------------------------------------------- | ------------------------------------------- | ------------------------------------------- | ------------------------------------------- |
| Jahr |                                             |                                             |                                             | Einwohner                                   |
| 1806 | 1806                                        |                                             | 141                                         | 141                                         |
| 1829 | 1829                                        |                                             | 229                                         | 229                                         |
| 1834 | 1834                                        |                                             | 228                                         | 228                                         |
| 1840 | 1840                                        |                                             | 237                                         | 237                                         |
| 1846 | 1846                                        |                                             | 237                                         | 237                                         |
| 1852 | 1852                                        |                                             | 232                                         | 232                                         |
| 1858 | 1858                                        |                                             | 252                                         | 252                                         |
| 1864 | 1864                                        |                                             | 231                                         | 231                                         |
| 1871 | 1871                                        |                                             | 201                                         | 201                                         |
| 1875 | 1875                                        |                                             | 210                                         | 210                                         |
| 1885 | 1885                                        |                                             | 232                                         | 232                                         |
| 1895 | 1895                                        |                                             | 248                                         | 248                                         |
| 1905 | 1905                                        |                                             | 296                                         | 296                                         |
| 1910 | 1910                                        |                                             | 329                                         | 329                                         |
| 1925 | 1925                                        |                                             | 366                                         | 366                                         |
| 1939 | 1939                                        |                                             | 579                                         | 579                                         |
| 1946 | 1946                                        |                                             | 712                                         | 712                                         |
| 1950 | 1950                                        |                                             | 738                                         | 738                                         |
| 1970 | 1970                                        |                                             | ?                                           | ?                                           |
| 1980 | 1980                                        |                                             | ?                                           | ?                                           |
| 1990 | 1990                                        |                                             | ?                                           | ?                                           |
| 2000 | 2000                                        |                                             | ?                                           | ?                                           |
| 2011 | 2011                                        |                                             | 15.090                                      | 15.090                                      |
| 2017 | 2017                                        |                                             | 17.450                                      | 17.450                                      |
| Datenquelle: Historisches Gemeindeverzeichnis für Hessen: Die Bevölkerung der Gemeinden 1834 bis 1967. Wiesbaden: Hessisches Statistisches Landesamt, 1968. |                                             |                                             |                                             |                                             |

- Beim Zensus 2011 wurden im „Gemeindeteil“ Haßloch 15.090 Einwohner gezählt.[12]
- Ende 2017 lebten in Haßloch (Alt-Haßloch und Haßloch-Nord) 6719 Einwohner und in Dicker Busch I und II 9557 Einwohner, zusammen 16.276 Einwohner.[2] (Zwar wird der Stadtbezirk Horlache von der Stadtverwaltung für statistische Zwecke mit seinen 1174 Einwohnern immer zusammen mit Haßloch betrachtet, liegt aber in der Gemarkung der Kernstadt Rüsselsheim und wurde deshalb hier aus der Einwohnerzahl der Gemarkung Haßloch herausgerechnet.)

## Wappen
| Wappen von Haßloch | Blasonierung: „Das Haßlocher Wappen ist ein geteilter Schild. Oben steht in einem roten Feld ein silbernes sechsspeichiges Rad. Unten steht in Silber ein roter in eine Haselhecke laufender Hase.“                                            |
| Wappen von Haßloch | Wappenbegründung: Während das Mainzer Rad an die lange Ortsherrschaft von Kurmainz erinnert, weist der untere Teil des Wappens auf den Ursprung des Ortsnamens „Hasel-a(c)h“ hin und erinnert an die zahlreichen Haselhecken in der Gemarkung. |

## Kultur und Sehenswürdigkeiten
Die Horlache und ihr Umfeld werden als Freizeit- und Erholungsgebiet genutzt. Sie umspannt den Ortsteil Haßloch und reicht bis nach Königstädten und zum Ostpark. Durch das Naherholungsgebiet sind das Waldschwimmbad und der Sinnespfad am Naturfreundehaus zu erreichen. Auf dem Sinnespfad, der mit einem Sonderpreis des Hessischen Umweltministeriums ausgezeichnet wurde, kann man Natur hören, riechen und fühlen. Im Nordosten grenzt Haßloch an den 40 Hektar großen Ostpark, in dem sich neben Wildgehege und Spielwiesen auch ein Biergarten mit Minigolfanlage und weiteren Freizeitmöglichkeiten befindet.

### Vereinsleben
In der Nähe des Naherholungsgebiets an der Horlache befinden sich mehrere Gaststätten. Haßlocher Apfelwein gibt es beim Ebbelwoifest, und der Verein Mir Haßlischer sorgt für Abwechslung im kulturellen Leben.
Der Verein Kämpfer für ein freies Haßloch ist friedlicher Natur, organisiert das alljährliche Ebbelwoifest und setzt sich für die Bewahrung alter Haßlischer Traditionen ein.
Haßloch hat einen Männergesangsverein, den MGV Liederkranz Haßloch, und einen Schützenverein, den SV Tell Haßloch 1910, der von der Schüler- bis zur Altersklasse an Wettkämpfen im Sportschießen teilnimmt. Der Sportverein TV 1890 Haßloch umfasst mehrere Sportarten.

### Regelmäßige Veranstaltungen
- Haßlocher Kerb (Ende August) mit Kerweumzug (Kerwesonntag), Kerwedreikampf der Haßlocher Vereine (Kerwesamstag) und Kerwebeerdigung (Kerwemontag)
- Haßlocher Ebbelwoifest
- Haßlocher Oktoberfest
- Haßlocher Weihnachtsmarkt

## Wirtschaft und Infrastruktur

### Verkehr
Haßloch hat über die Autobahnausfahrt Rüsselsheim-Ost eine direkte Anbindung zur A 67 in Richtung Frankfurt oder Darmstadt. Außerdem verkehren mehrere Buslinien der Stadtwerke Rüsselsheim.

### Bildung
- Kindergarten „Im Apfelgarten“,
- Kindergarten „Am Borngraben“,
- Borngrabenschule,
- Albrecht-Dürer-Schule (Haßloch-Nord)

## Persönlichkeiten
Jedes Jahr wird ein nicht in Haßloch geborener Einwohner „oigeplackt“ und durch diesen Brauch als „echter Haßlicher“ anerkannt.